# Référendum constitutionnel micronésien de 2002
Le référendum constitutionnel micronésien de 2002, qui s'est tenu en août, a pour objet la soumission au vote de 26 amendements constitutionnels élaborés par la Convention Constitutionnelle en 2001. Un amendement doit être approuvé à une majorité des trois quarts dans trois des quatre États. Aucun amendement n'est finalement adopté.

## Contexte
La section 2 de l'article XIV de la Constitution des États fédérés de Micronésie impose la tenue tous les dix ans d'un référendum demandant à la population si elle souhaite l'organisation d'une Convention constitutionnelle pour réviser ou amender la Constitution. La majorité simple vaut approbation. Le dernier vote ayant eu lieu en mars 1989, le président Leo A. Falcam signe le 11 mai 1999 une loi fixant à juillet de la même année l'organisation d'un référendum posant la question,.
Les Micronésiens y répondent favorablement et le Congrès vote au cours de l'année 2000 les lois publiques 11-053 et 11-066 organisant l'élection des délégués de la Convention constitutionnelle, laquelle a lieu le 6 mars 2001 en même temps que les élections générales micronésiennes de 1999,.
Cette Convention constitutionnelle, la troisième, est convoquée le 12 novembre 2001 dans la salle où siège habituellement le Congrès des États fédérés de Micronésie, à Palikir, la capitale. La convention compte quatorze délégués élus pour représenter les quatre États dans la même proportion que les représentants au Congrès de chaque État. Chacun des États dispose d'un délégué élu au niveau de la totalité de l’État, et d'un ou de plusieurs délégués supplémentaires répartis en fonction du nombre d'électeurs, éventuellement divisés en districts. Chuuk élit au total cinq délégués, Pohnpei en choisit trois, et Yap et Kosrae deux chacun. Parmi ses membres se retrouvent quatre avocats, trois diplomates de carrière, deux banquiers, deux enseignants, deux employés d'agences gouvernementales liées à la pêche et un politicien. L'ancien président John Haglelgam rapporte que l'ambiance de ce rassemblement politique était la plus amicale de l'histoire du pays.
Le but déclaré de la Convention est de renforcer l'unité nationale, de rechercher une répartition équitable des ressources financières entre les États et le gouvernement national, de permettre au peuple d'élire au suffrage universel direct son président et son vice-président, de mettre fin à des abus dans l'usage des fonds publics.

## Liste des amendements proposés au référendum

### L'amendement n° 01-1: Un juge de la Cour suprême dans chaque État
Cet amendement modifie s'il est adopté la section 2 de l'article XI de la constitution qui fixe la composition de la Cour suprême à un juge en chef et au plus 5 juges associés. Il prévoit que le nombre de juges soit de quatre au maximum, un affecté à chaque État, ce qui augmenterait les frais de fonctionnement mais permettrait, selon John Haglelgam, de garantir aux citoyens un accès plus aisé à la Cour suprême.

### L'amendement n° 01-2: La double citoyenneté
La constitution micronésienne stipule que la citoyenneté est accordée aux personnes nées au moins d'un parent citoyen, quel que soit le lieu de naissance. Toute personne ayant une double nationalité doit enregistrer son intention de rester citoyen des États fédérés de Micronésie dans les trois ans après son dix-huitième anniversaire. Dans le cas contraire, il perd sa citoyenneté, devient ressortissant micronésien et n'a plus certains droits, notamment celui d'acquérir un titre foncier. Ce statut de ressortissant est emprunté à celui américain de nationals.
La naturalisation est très difficile à obtenir. La constitution n'en fait pas mention mais le code des lois spécifie que le requérant doit résider sur le sol national depuis cinq ans, renoncer à son autre citoyenneté, maîtriser l'une des langues autochtones et être le conjoint ou l'enfant d'un citoyen ou bien encore être un ressortissant micronésien. Enfin, il doit obtenir la recommandation du congrès par un projet de loi spécifique,. La perte de nationalité, prévue par le code des lois, s'applique lorsque la personne demande et obtient sa naturalisation dans un pays étranger, s'il doit prêter allégeance à un état étranger ou une subdivision de celui-ci, s'il entre dans les forces armées d'un pays étranger hors le cas des États-Unis tant qu'il existe une relation de libre association entre eux et les États fédérés de Micronésie, s'il vote à une élection politique dans un pays étranger en étant citoyen de celui-ci, s'il a plus de 18 ans et qu'il y renonce volontairement.
L'amendement proposé, modifiant les sections 2 et 3 de l'article III, permet aux citoyens d'avoir deux citoyennetés : "Tout citoyen des États fédérés de Micronésie peut être citoyen d'une autre nation et ne sera pas privé de sa citoyenneté d'États fédérés de Micronésie en exerçant ses droits de citoyenneté de l'autre nation. Cette section s'applique rétroactivement." Cet amendement a, par le passé déjà été proposé plusieurs fois. Un micronésien vivant dans un autre pays peut ainsi acquérir la citoyenneté locale et un enfant né d'un parent étranger a la possibilité de demander la citoyenneté de celle de ce parent. Il est probable que la date limite de rétroactivité serait celle de l'entrée en vigueur de la constitution. John Haglelgam estime que cette disposition peut avoir un aspect négatif impact sur la propriété foncière. Des citoyens ayant peu résidé aux États fédérés de Micronésie sont susceptibles de revendiquer un titre foncier. En revanche, des Micronésiens qui ne peuvent actuellement pas revendiquer le titre de propriété de leur terre parce qu'ils ne sont pas citoyens pourrons faire valoir leurs droits de propriété de la terre.
Les terres sont un sujet sensible du fait de leur rareté dans les îles et atolls et la déclaration des droits interdit la propriété foncière par des non-citoyens et des sociétés non-citoyennes, y compris des sociétés appartenant partiellement à des non-citoyens.

### L'amendement n° 01-5: Les compétences des États sur les terres et les eaux
La section 6 (a) et (b) de l'article XI formule que les cours des États et la première instance de la Cour suprême ont une compétence initiale concurrente sur les affaires impliquant des personnes appartenant à des États différents, lorsqu'il y a un conflit entre un État et un citoyen d'un autre État, ou lorsqu'un pays étranger ou un de ses sujets est une des parties. La cour suprême a jugé que toutes les questions, même foncières, sont concernées. Elle a aussi utilisé la fiction juridique de la compétence concurrente pour entendre des affaires découlant d'activités de pêche dans la mer territoriale. Les tribunaux des États considèrent ces interprétations comme des intrusions injustifiables. L'ancien président micronésien John R. Haglelgam estime que ces décisions peuvent avoir enfreint la lettre ou l'esprit de la Constitution,. Plusieurs affaires ont été portées devant la première instance de la Cour suprême, les justiciables jugeant peut-être qu'elle serait plus impartiale.
L'amendement propose d'attribuer la compétence exclusive aux tribunaux des États sur les affaires foncières et celles impliquant les revendications traditionnelles de propriété sur les récifs à l'intérieur de la mer territoriale.

### L'amendement n° 01-7: La reconnaissance des lois d'autres États
Cette proposition d'amendement ajoute une nouvelle section 8 à l'article XIII de la Constitution. Les lois publiques, les archives et les procédures judiciaires d'un État bénéficieraient de la même reconnaissance juridique dans les trois autres États. Un résident d'un État ne pourrait donc plus fuir dans un autre État et échapper à la justice, et dans un différend entre deux résidents d’États différents, les lois pertinentes d'un des deux États pourraient être appliquées. Selon l'ancien président John Haglelgam, sous réserve de l'adoption de la législation de mise en œuvre, cette proposition « pourrait forger une coopération étroite et de bonnes relations de travail entre les États FSM, favorisant ainsi un sentiment d'unité et de nationalisme ».

### L'amendement n° 01-8: Un nouveau Bureau du procureur indépendant
Cet amendement prévoyait la création d'un bureau de procureur indépendant, mieux protégé des pressions politiques, chargé d'enquêter et de poursuivre les crimes en col blanc et les crimes impliquant de hauts fonctionnaires du gouvernement national.

### L'amendement n° 01-9: Une indemnité pour les anciens présidents et vice-présidents
Cet amendement modifierait l'article X en ajoutant un nouvel article 8. Il oblige le Congrès à établir et à financer une allocation à vie pour les anciens présidents et vice-présidents, s'ils ne trouvent pas d'emploi avant l'âge de la retraite. Le Congrès doit également prévoir des conditions et une durée de service raisonnables comme éligibilité. Le budget du gouvernement national s'en trouverait augmenté, potentiellement de façon importante si le mandat de quatre ans non renouvelable était adopté.

### L'amendement n° 01-16: Le Congrès: augmentation du nombre de membres et limite de la durée du mandat

Nombre actuel de sièges au Congrès des États fédérés de Micronésie par État : Yap (vert), Chuuk (orange), Pohnpei (jaune), Kosrae (violet). Les quatre sièges "At Large" apparaissent en plus clair.

Le Congrès des États fédérés de Micronésie, est monocamérale, ce qui permet de limiter les coûts,. Il rassemble quatorze sénateurs dont dix sont élus pour deux ans dans des circonscriptions à siège unique, réparties entre les États au prorata de la population : Kosrae et Yap ont chacun un représentant, Pohnpei trois et Chuuk cinq. Quatre autres sénateurs "At-Large" sont élus, au nombre d'un par État, pour quatre ans. Ils représentent l'égalité des États. Tous les dix ans, le Congrès doit vérifier que la répartition des dix postes de sénateur élus pour deux ans est conforme à la répartition de la population.
L'amendement modifierait la section 8 de l'article IX de la Constitution pour ajouter un membre ordinaire pour chacun des quatre États, ce qui porterait le nombre de sénateurs à 18. Le mandat de l'ensemble des sénateurs serait de quatre ans et ne serait renouvelable que deux fois. Cet ajout de quatre sénateurs augmenterait de façon importante le budget du Congrès avec près d'un million de dollars, mais donnerait plus de poids aux petits États. L'allongement de la durée du mandat des membres ordinaires permettrait de petites économies en réduisant le nombre d'élections, mais empêcherait les électeurs d'évaluer plus fréquemment les performances de leurs représentants. Cet allongement a également pour objectif de réduire la tentation pour les sénateurs de pratiquer une politique de type baril de porc, mais l'ancien président John Haglelgam pense que cela ne changera rien. La limitation du renouvellement a pour objectif de favoriser l'arrivée de nouvelles personnes et potentiellement de nouvelles approches. Les opposants à cette disposition arguent que la continuité est cruciale au bon fonctionnement du Congrès et que les électeurs ont le choix à travers leur bulletin de vote. John Haglelgam souligne que les titulaires ont pour habitude de se voter de fortes allocations de dépenses officielles qu'ils utilisent pour satisfaire leurs électeurs.

### L'amendement n° 01-21: Élection directe du président et du vice-président
Le Congrès élit le président et le vice-président parmi les sénateurs "At-Large" (article X). Une fois élus, au nom de la séparation des pouvoirs, leurs postes de sénateurs sont pourvus par des élections partielles. Ils exercent un mandat de quatre ans avec possibilité de réélection mais ne peuvent pas servir plus de deux mandats consécutifs,.
La proposition d'amendement modifierait les sections 1, 4, 5 et 6 de l'article X pour exiger l'élection directe du président et du vice-président. Ils devraient être âgés d'au moins 30 ans, résidents légaux d'États différents et colistiers. Le couple gagnant doit rassembler 40 % des votes exprimés au premier tour. Dans le cas contraire, un second tour est requis. Si le président ne peut plus assurer sa fonction avant deux ans révolus, une élection spéciale doit avoir lieu  et un nouveau président est élu au scrutin direct parmi les seuls résidents légaux de l’État du président. Passé deux ans, le vice-président devient président et choisit un vice-président qui sera soumis à l'approbation du Congrès. Le processus d'élection contient un système de rotation. Lors de la première élection présidentielle, les candidats issus des quatre États peuvent concourir. Lors de la seconde, seuls les résidents des trois autres États peuvent être candidats à la présidence. Ce processus d'élimination se poursuit jusqu'à la quatrième élection dans seuls les résidents du dernier État sont autorisés à se présenter. La cinquième élection est le début d'un nouveau cycle où l'élection est ouverte aux résidents des quatre États.
Avec ce système, l'éventail des candidats est plus important et le président n'est plus redevable politiquement et responsable devant le Congrès, ce qui augmente son pouvoir vis-à-vis de ce dernier et renforce sa légitimité et son rôle de contre-pouvoir. En outre, selon John R. Haglelgam, un État comme Korsae, qui n'a pas exercé un mandat complet à la présidence, ne serait plus marginalisé. En revanche, la population de Chuuk aurait un plus grand poids dans le choix présidentiel. En outre, seuls de riches micronésiens seraient capables de financer leur campagne, à moins qu'un plafonnement des dépenses soit imposé et un financement de la campagne des candidats institué.

### L'amendement n° 01-24: Procédure d'allocation des fonds d'origine étrangère
La section 1 (b) de l'article XII prévoit que les aides financières étrangères, hormis lorsqu'elles sont soumises à condition ou sont destinées à des objectifs précis, sont déposées dans un fonds spécial et réparties en cinq parts égales entre les quatre États et le gouvernement national.
Dans les faits, presque toutes les subventions étrangères sont accordées spécifiquement pour certains projets. Dans les autres cas, le gouvernement a pris l'habitude de négocier avec les États pour qu'une formule de répartition soit inscrite dans les accords d'aides. Dans quelques rares cas, le gouvernement national a simplement ignoré la constitution.
L'amendement propose que les aides étrangères sans spécification précise soient déposées dans un fonds spécial et réparties entre le gouvernement national et les quatre gouvernements des États conformément à un accord négocié. La pratique serait ainsi intégrée à la constitution.

### L'amendement n° 01-25: Votes requis pour adopter des projets de loi au Congrès
Les sections 8 et 20 de l'article IX de la Constitution spécifient qu'un projet de loi soumis au Congrès doit passer deux lectures sur des jours distincts. Lors de la première lecture, un vote des deux tiers des quatorze membres est requis, soit dix voix. À l'occasion de la seconde, les sénateurs se réunissent en quatre délégations correspondant à leur État d'appartenance, chacune bénéficiant d'une voix. Un vote des deux tiers est également requis, ce qui en l'état actuel du fédéralisme micronésien, correspond à trois voix sur quatre. Ce processus égalise les pouvoirs entre les quatre États et permet aux plus petits d'entre eux de ne pas être mis en minorité. Elle oblige les quatre délégations à travailler en étroite collaboration pour faire adopter la législation.
L'amendement n° 01-25 propose de réduire à la majorité simple (huit voix) l'adoption en première lecture et de fixer à dix voix celle en deuxième lecture. Il aurait pour effet de réduire à néant l'opposition à un projet de loi des délégations des petits États de Yap et Kosrae, les voix des sénateurs de Chuuk et Pohnpei suffisant à l'adoption d'un texte en deuxième lecture.

### L'amendement n° 01-26: Votes nécessaires pour annuler un veto présidentiel
Un projet de loi voté par le Congrès est transmis au Président des États fédérés de Micronésie. S'il le désapprouve, il dispose d'un droit de veto et doit retourner le projet avec ses objections au Congrès. Le veto présidentiel peut être repoussé par le Congrès, les sénateurs étant réunis en délégations d’États, au moyen de trois voix sur quatre,. Au même titre que pour l'élection présidentielle, le sous-effectif d’États, comparativement à ce qui était envisagé lors de la rédaction de la constitution, a des conséquences. Les sénateurs partisans d’une mesure promulguée ne devraient avoir aucune difficulté à passer outre un véto présidentiel. Celui-ci est donc peu efficient.
La proposition d'amendement modifierait la sous-section 2 (q) de l'article IX de la Constitution en augmentant le quorum à trois quarts (11 voix) de l’ensemble des membres. L'ancien président John Haglegam juge, cependant, que l'absence d'idéologies et de partis politiques, en ne fondant donc les votes des sénateurs que sur leurs seuls intérêts individuels, rendrait cette modification inefficace, le président étant perçu comme un rival politique sur la scène nationale. Il pense que l'élection au suffrage universel du président et du vice-président « pourrait émousser la tendance du Congrès à annuler le veto présidentiel, car le président partagera la même circonscription que les membres du Congrès et il peut faire appel à cette circonscription pour faire pression sur leurs représentants pour qu'ils maintiennent son veto ».

## Compléments